# Marienstraße 2 (Neustrelitz)

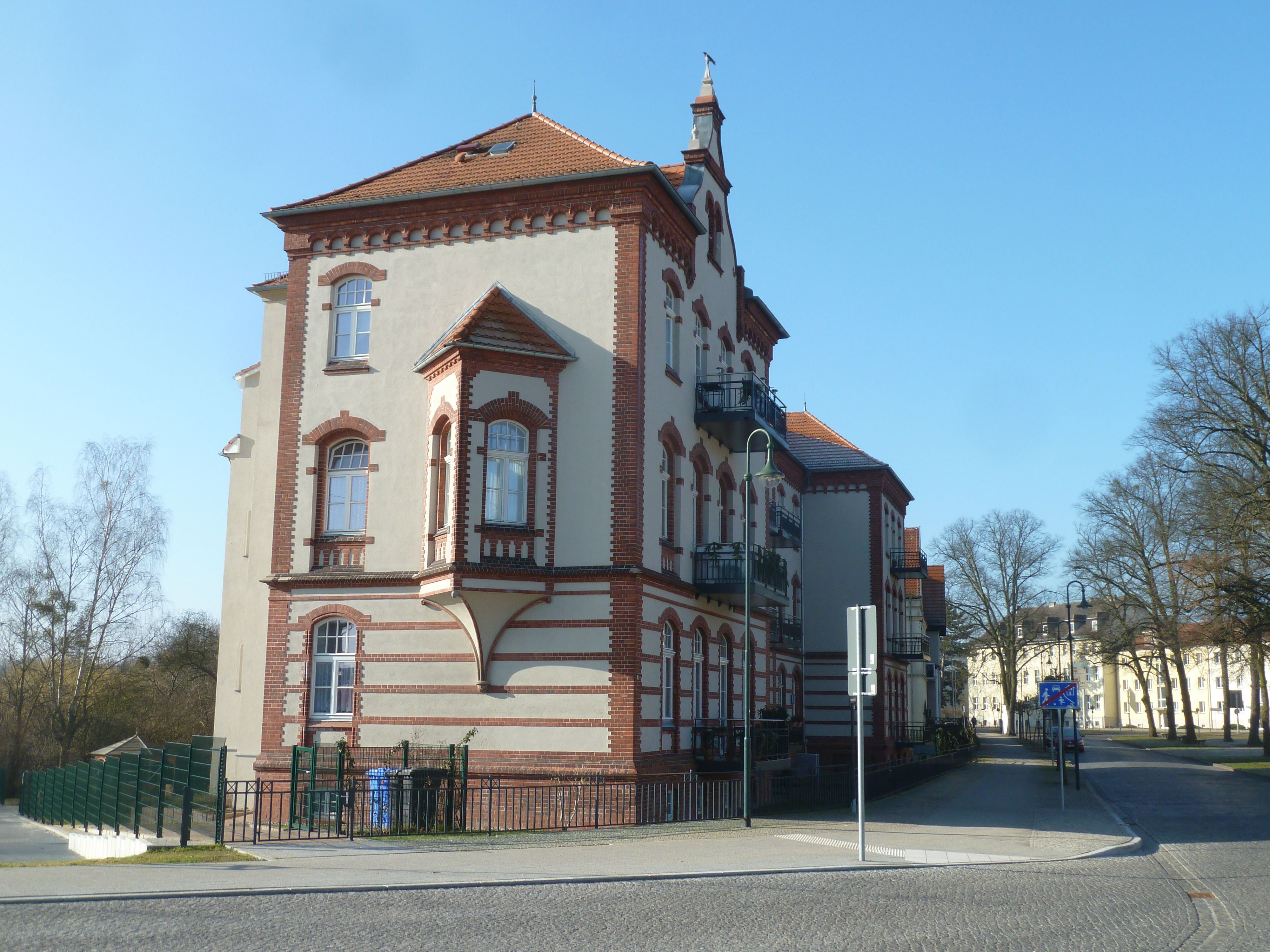
Marienstraße 2

Das Wohnhaus Marienstraße 2 in Neustrelitz (Mecklenburg-Vorpommern) am Bahnhof wurde am Ende des 19. Jahrhunderts gebaut. Das Gebäude steht unter Denkmalschutz.

## Geschichte
Die Residenzstadt Neustrelitz mit 20.151 Einwohnern (2020) wurde erstmals 1732 erwähnt.
Das dreigeschossige 15-achsige historisierende Gebäude mit dem Giebelrisalit, einem weiteren Risalit, dem markanten dreieckigen Erker an der Seitenfassade, dem Walmdach über dem verzierten Kraggesims sowie der auffälligen horizontalen Rotsteinbänderungen im Erdgeschoss wurde am Ende des 19. Jahrhunderts gebaut. Nach 2010 wurde das Haus saniert und umgebaut; dafür wurden die Bauherren mit einem dritten Platz des Neustrelitzer Bauherrenpreises ausgezeichnet.
Vor dem Gebäude steht als Obelisk das Ehrenmal für die Opfer des Faschismus.